# Syzygium nigropunctatum
Syzygium nigropunctatum är en myrtenväxtart som beskrevs av Elmer Drew Merrill och Lily May Perry. Syzygium nigropunctatum ingår i släktet Syzygium och familjen myrtenväxter. Inga underarter finns listade i Catalogue of Life.